# Serafín J. García
Serafín José García Correa (Cañada Grande, Treinta y Tres, 5 de junio de 1905 - Montevideo, 29 de abril de 1985) fue un escritor y poeta uruguayo.

## Biografía

### Actividad literaria
Hacia 1925 se radica en la ciudad de Treinta y Tres, e ingresa a la institución policial, oficiando de telefonista encargado del Archivo de la Jefatura de esa localidad.
Se casa con Blanca Elma González en 1934, y dos años más tarde edita su obra de poemas gauchescos Tacuruses  prologada por Ledo Arroyo Torres. Esta logra un gran éxito editándose en numerosas ocasiones desde entonces.
En reconocimiento por esta obra recibe el Premio Ministerio de Instrucción Pública. Asimismo, el 18 de febrero de 1936 el presidente Gabriel Terra, firmó un decreto presidencial por el cual se distribuían 300 ejemplares de la obra por distintas jefaturas policiales del país y se ascendía a García al grado de subcomisario en Santa Clara de Olimar. No obstante, continuó trabajando en la jefatura de Treinta y Tres.
En 1940 pide el retiro del cuerpo policial y se radica en Montevideo.
Además de su obra poética el autor también explora la narrativa, aventurándose en la producción de cuentos, fábulas, ensayos y crónicas. Incluso pueden encontrarse algunas páginas humorísticas publicadas bajo el seudónimo de Simplicio Bobadilla.
Es de destacar la faceta de literatura infantil que le valió que muchas de sus obras de ese género fueran adoptados por los organismos educativos como lecturas en liceos y escuelas del Uruguay.
Algunas de sus obras fueron traducidas a varios idiomas, como el francés, inglés, portugués, italiano y yidis.

### Reconocimientos
Su obra de literatura infantil Piquin y Chispita fue catalogada como una de las diez mejores obras nacionales de este género de las publicadas entre 1967 y 1968. Este reconocimiento le vale a García una mención de honor del Premio Hans Christian Andersen de Literatura Infantil Universal, el 4 de abril de 1970 en Bolonia, Italia.
En el año 1974 fue nominado para ocupar un lugar en la Academia Nacional de Letras del Uruguay, cargo que aceptará en el año 1983.
En cuarenta años de actividad literaria, triunfa en numerosos concursos nacionales entre los que se cuentan cinco premios en el Concurso Anual del Ministerio de Instrucción Pública, el Gran Premio Municipal de Literatura José Enrique Rodó otorgado por la Intendencia Municipal de Montevideo y el de la Trienal de Literatura del Ministerio de Educación y Cultura entre los años 1981 y 1983, y tres premios de carácter particular.
Su trayectoria en literatura nativa, lo condujo a brindar numerosas conferencias en Uruguay y en países de la región como Brasil, Argentina y Paraguay.

## Obras
- Tacuruses (1936)
- En carne viva (1937)
- Tierra amarga (1938)
- Burbujas (1940)
- Barro y Sol (1941)
- Asfalto (1944)
- Raíz y ala (1949)
- Romance de Dionisio Díaz (1949)
- Las Aventuras de Juan el Zorro (1950)
- Agua Mansa (1952)
- Flechillas (1957)
- Los partes de Don Menchaca (1957)
- El Totoral (Recuerdos de mi infancia) (1966)
- Piquín y Chispita (1968)
- Leyendas y supersticiones (1968)
- Blanquita (Nuevos relatos de "El Totoral") (1969)
- La vuelta del camino (1970)
- Estampas uruguayas (1971)
- Romance del 25 de agosto (1977)
- Milicos, contrabandistas y otros cuentos (1986)
- En el nombre de mis hijos (1989)
- José Enrique Rodó (1987)